# Rue des Clercs
La rue des Clercs est une voie publique de la commune française de Grenoble. Elle est située dans le quartier Notre-Dame.

## Situation et accès

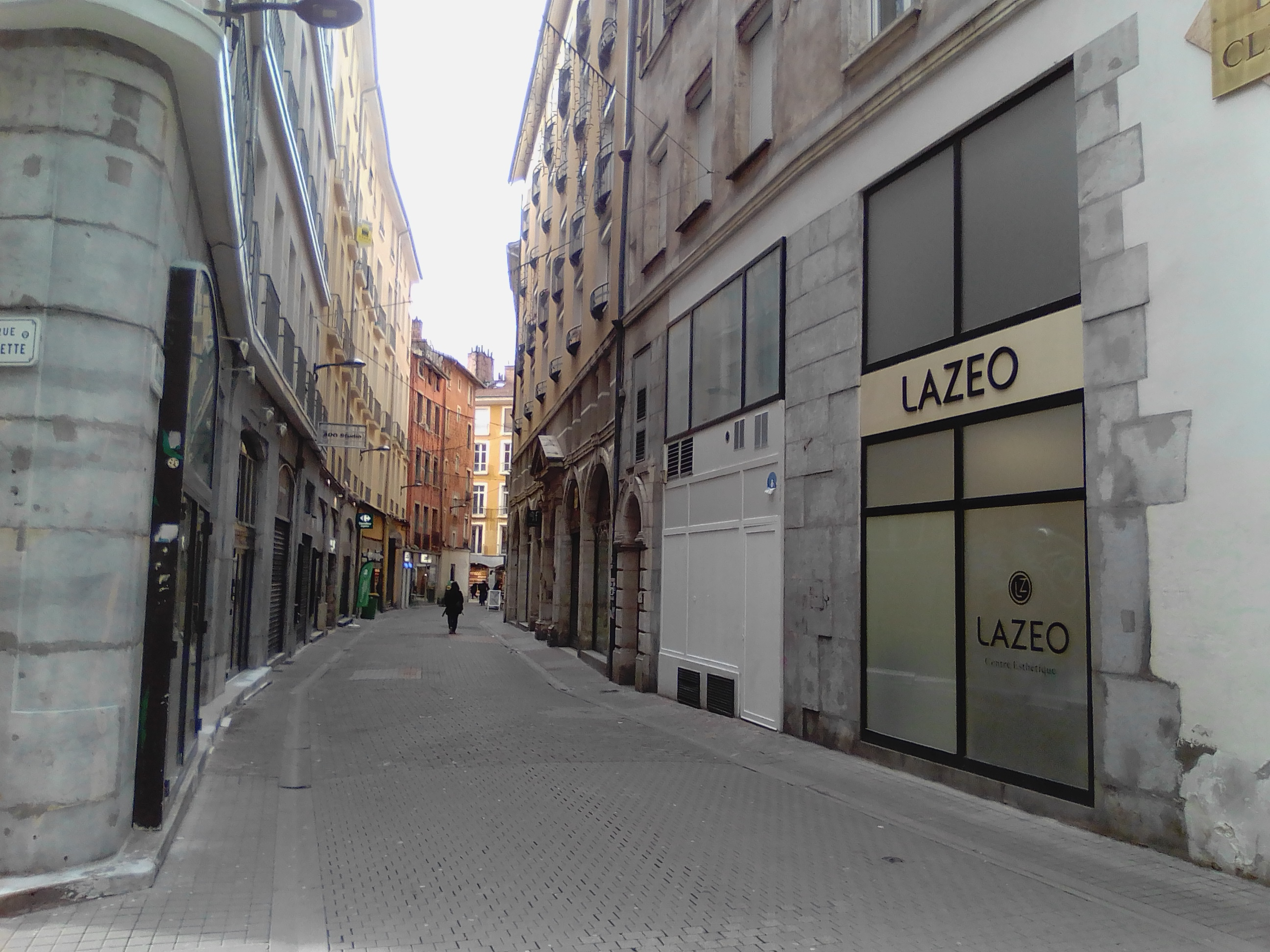
Rue des Clercs entre la rue Lafayette et la Grande-Rue

### Situation
La rue des Clercs est située en plein cœur de l'ancienne ville médiévale, délimitée par ses remparts aujourd'hui disparus. Elle commence au niveau de la rue Barnave, dans le quartier Notre-Dame et se termine Grande Rue, par le No 18 (à proximité de la maison natale du philosophe Condillac), dans le quartier de l'hyper-centre.

### Accès
La rue des Clercs est accessible à pied depuis n'importe quel point de la ville. Elle est desservie par les lignes A, B  et D du réseau de tramway de l'agglomération grenobloise. La station la plus proche (située à l'angle de la rue Lafayette et de la rue Raoul Blanchard) se dénomme Hubert Dubedout - Maison du Tourisme.

## Origine du nom
Cette rue fut dénommée ainsi en raison de la présence de gens de loi et des clercs que les dauphins avaient réunis en ce lieu pour constituer la première cour de Justice du Dauphiné.

## Historique

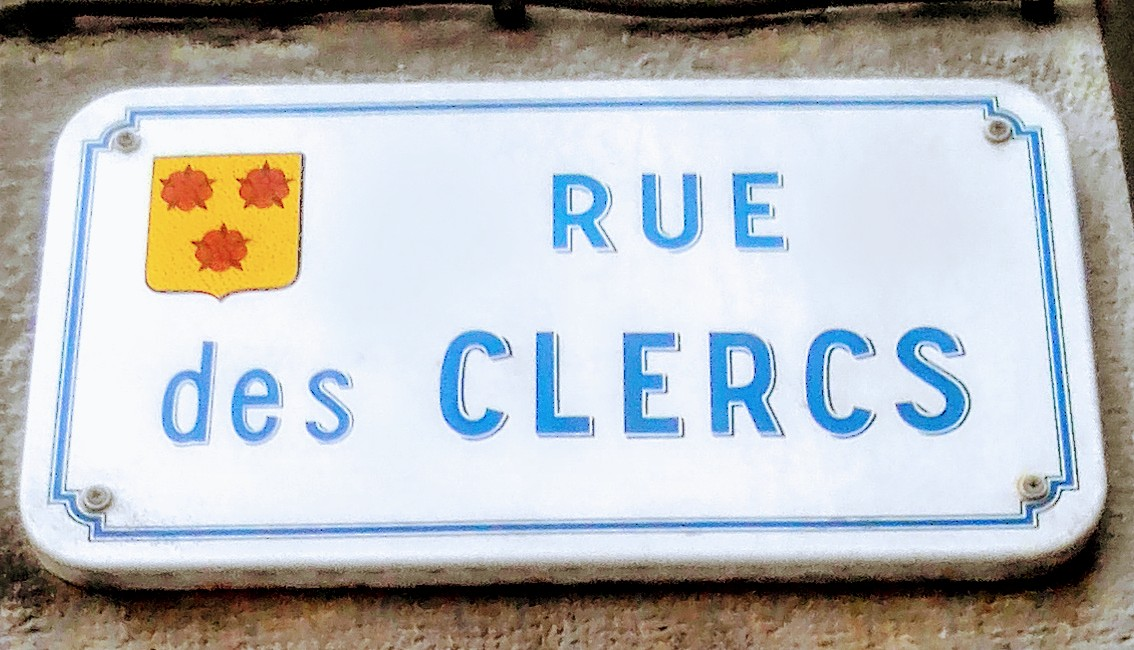
Plaque de la rue

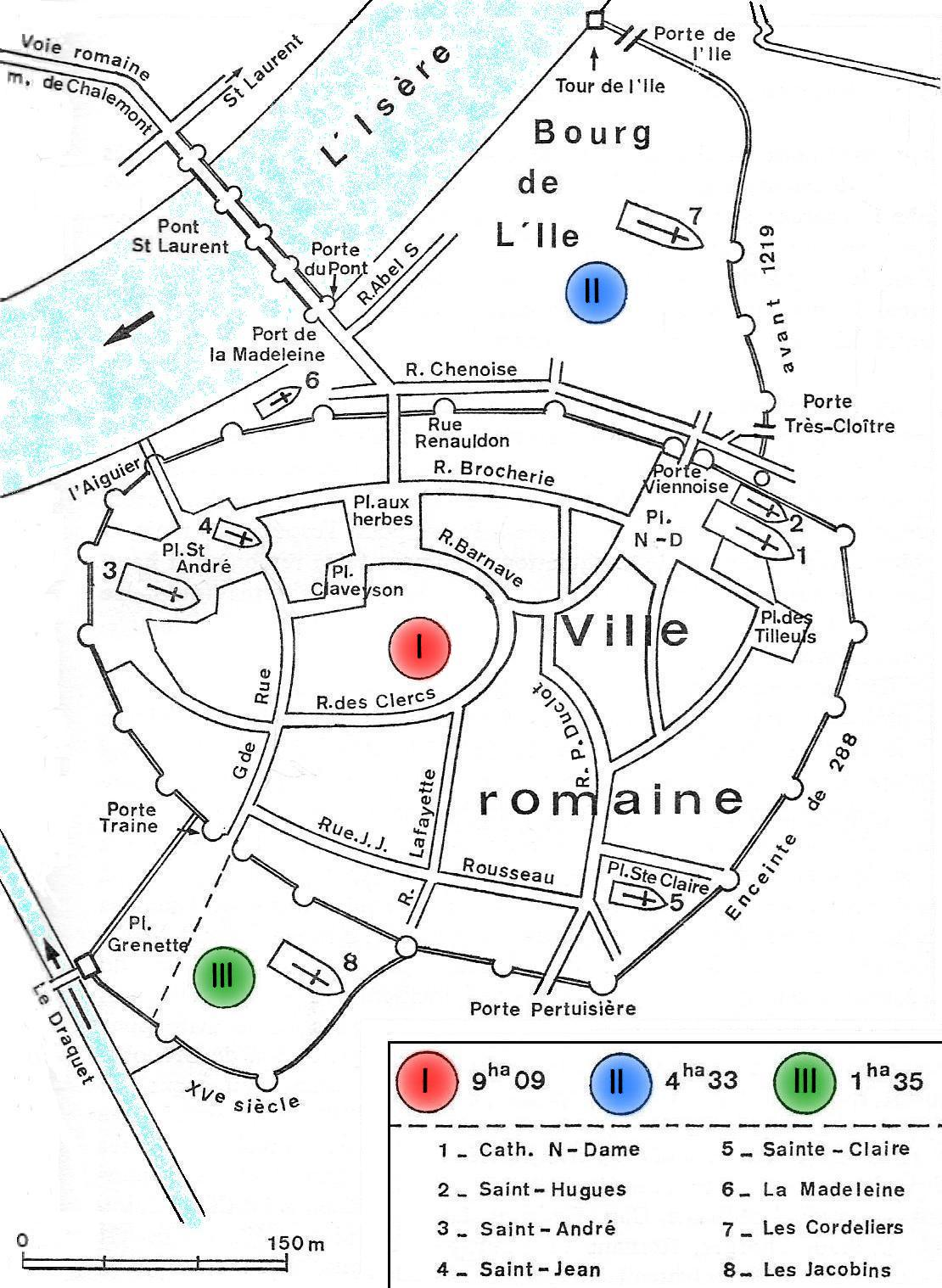
Plan de Grenoble au XIIIe siècle. L'enceinte romaine du IIIe est volontairement représentée dans sa totalité

Durant le Moyen Âge, la rue des Clercs abritait la première Cour de Justice qui devint par la suite le Conseil delphinal, transformé ensuite en 1453 par Louis XI en Parlement. Elle abritait également, durant l'époque médiévale, un bordeau, bordel ou « petite maison ».
Cette juridiction de l'Ancien régime quitta la rue des Clercs pour siéger près de la résidence du dauphin à Beauvoir-en-Royans, puis à Saint-Marcellin avant de s'installer place Saint-André à Grenoble. Cette rue accueillit la première université grenobloise créée par Humbert II en 1339 mais elle fut fermée lors du rattachement du Dauphiné à la France en 1349. 
En 1339 cette rue se dénommait rue Flandrin ou Flandin qui signifierait « fainéant ». En 1419, cette rue porte le nom de rue Neuve, puis de rue Mably en 1794, sous la Révolution en référence à l'abbé Gabriel Bonnot de Mably, frère ainée d'Étienne Bonnot de Condillac. Gabriel est né dans cette rue le 14 mars 1709 et son frère Étienne dans un immeuble voisin, situé dans la Grande Rue.

## Bâtiments remarquables et lieux de mémoire

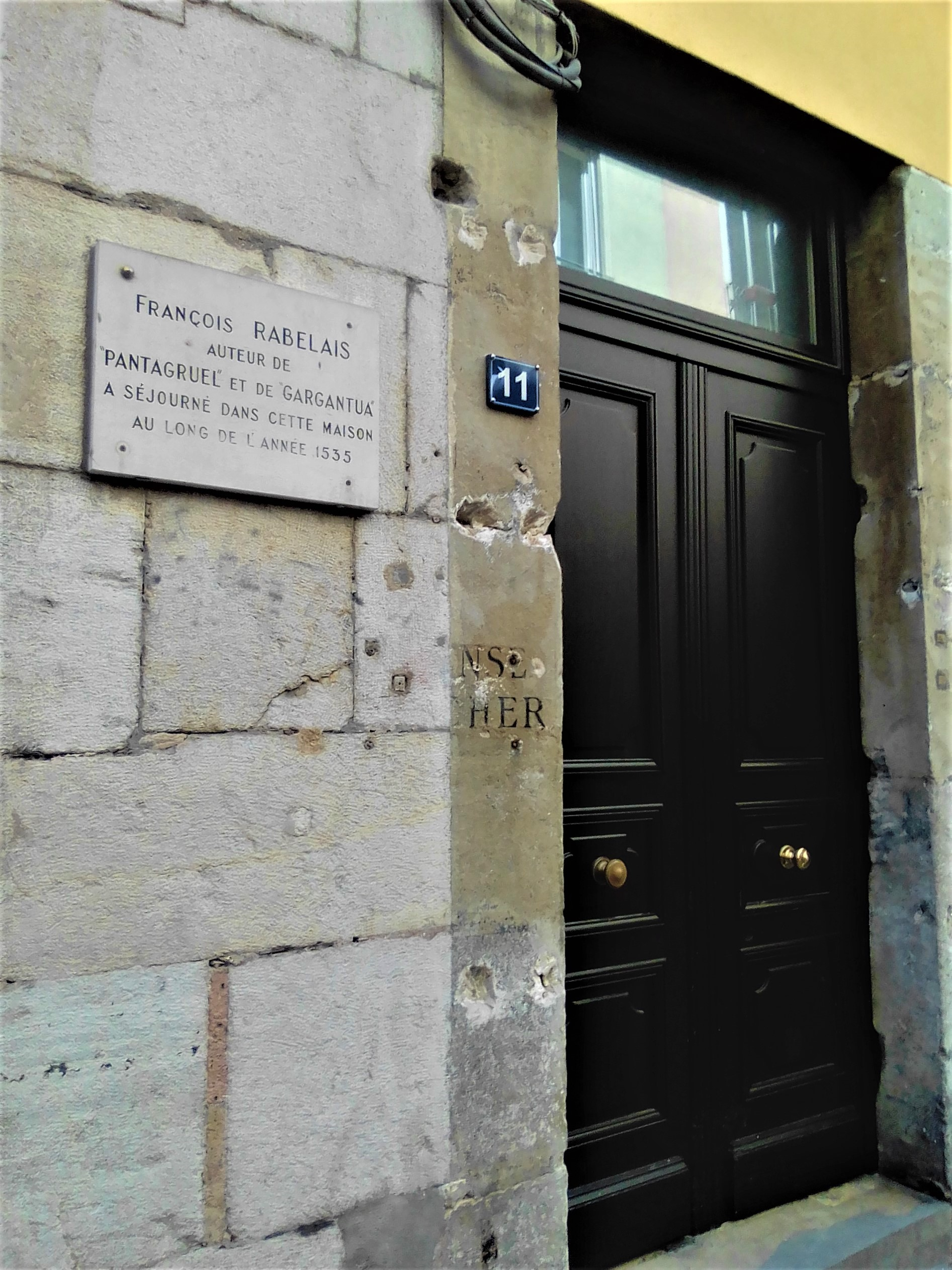
Plaque dédiée à Rabelais

- No 11 : une plaque apposée près de la porte d'entrée indique que François Rabelais, auteur de Gargantua et Pantagruel, a séjourné dans cet maison durant l'année 1535[5]. Il était l'hôte de François de Vachon, membre du parlement, tout comme le fut le philosophe Henri-Corneille Agrippa de Nettesheim, plus connu sous le nom de Cornelius Agrippa qui décéda même dans sa maison[6].
- No 12 : le petit centre commercial dénommé « Carré des Clercs » et qui comprend essentiellement un magasin de l'enseigne de la chaine de libraire Decitre et d'un magasin de décoration présente une entrée dans cette rue.
- No 12bis : présence d'une porte monumentale avec un porche surmontée d'une croix en pierre.